# Нуттоллова энциклопедия
Нуттоллова энциклопедия (англ. The Nuttall Encyclopædia) или Энциклопедия Нуттолла: краткий и всеобъемлющий словарь общих знаний  — британская универсальная энциклопедия конца XIX века, изданная под редакцией священника Джеймса Вуда. Первое издание вышло в 1900 году.
Энциклопедия Нуттолла содержит более 16 000 кратких и оригинальных статей почти по всем темам, обсуждаемым в больших энциклопедиях, и специально посвящённым вопросам, которые подпадают под категории истории, биографии, географии, литературы, философии, религии, науки и искусства.
Энциклопедия была дополнена в 1920, 1930, 1938 и 1956 годах и продавалась ещё в 1966 году.
Названа в честь английского редактора, доктора наук Абердинского университета Питера Остина Нуттолла, издававшего классические произведения, учебные пособия, справочники, антикатолическую апологетику и др.
В 2004 году в рамках проекта «Гутенберг» была опубликована версия издания 1907 года, которая сейчас находится в открытом доступе.